# Suhpalacsa reconditus
Suhpalacsa reconditus is een insect uit de familie van de vlinderhaften (Ascalaphidae), die tot de orde netvleugeligen (Neuroptera) behoort. 
Suhpalacsa reconditus is voor het eerst wetenschappelijk beschreven door Navás in 1914.